# Liam Cullen
Liam Cullen, né le 23 avril 1999 à Tenby au pays de Galles, est un footballeur gallois. Il évolue au poste d'avant-centre à Swansea City.

## Biographie

### En club
Né à Tenby au pays de Galles, Liam Cullen est formé par Swansea City. Il joue son premier match en professionnel le 28 août 2018, lors d'une rencontre de Coupe de la Ligue anglaise contre Crystal Palace. Il entre en jeu à la place de Courtney Baker-Richardson (en) et son équipe s'incline par un but à zéro,.
Cullen joue son premier match en Championship, la deuxième division anglaise, le 1er février 2020 contre Preston North End. Il entre en jeu à la place de Rhian Brewster et les deux équipes se neutralisent (1-1 score final)
Le 13 janvier 2022, Cullen est prêté à Lincoln City jusqu'à la fin de la saison. Il marque son premier et unique but pour Lincoln City le 12 février 2022, lors d'une rencontre de championnat face à Wycombe Wanderers. Titulaire, il ouvre le score mais les deux équipes se partagent les points (1-1 score final),.

### En sélection
Liam Cullen représente l'équipe du Pays de Galles des moins de 17 ans de 2014 à 2016. Il joue au total neuf matchs avec cette sélection, et inscrit deux buts.
Liam Cullen joue son premier match avec l'équipe du Pays de Galles espoirs le 3 juin 2018, lors d'un match amical contre la Géorgie. Il entre en jeu à la place de Daniel James et les deux équipes se neutralisent (2-2 score final).
Le 11 octobre 2023, il fait ses débuts avec l'équipe nationale.